# Stadsbiblioteket Göteborg
Stadsbiblioteket Göteborg – från 1967 till tidigt 2000-tal Göteborgs stadsbibliotek – är Göteborgs Stads huvudbibliotek, placerat vid Götaplatsen. Biblioteket ligger i en byggnad som invigdes i april 2014, och som omsluter stora delar av den äldre biblioteksbyggnad som invigdes 1967.
Stadsbiblioteket är idag Göteborgs mest välbesökta kulturinstitution och hade 2008 över 1 100 000 besökare.

## Göteborgs Stads FolkBibliothek (1861–1897)
Den 30 december 1861 invigde domprost Peter Wieselgren Göteborgs första folkbibliotek, Göteborgs Stads FolkBibliothek, instiftat av brukspatronen James Dickson den 15 maj samma år och inrättat i en lägenhet på Haga Östergata 5 i ett av den Dicksonska stiftelsens hus i stadsdelen Haga. Placeringen var medveten, då Haga var känd som en arbetarstadsdel. Dickson ville ge "de hårt slitande arbetarna" gratis nöje på detta sätt.
Verksamheten kom igång 2 januari 1862 med en boksamling på 1 138 band. Här fanns två avdelningar, en för utlåning och en för läsning på stället. Dickson finansierade löpande bokinköp, och vid dennes död i juli 1873 uppgick bokbeståndet till cirka 3 000 band.

## Dicksonska folkbiblioteket (1897–1967)
År 1897 hade lokalerna blivit för trånga, och i stället flyttade man till ett av stiftelsen nybyggt hus på Södra Allégatan 4 (nuvarande Allégården), där det egentliga första folkbiblioteket i Skandinavien inrättades. Dicksonska folkbiblioteket var huvudbibliotek för stadens folkbibliotek från 1902, men övertogs först 1950 helt av Göteborgs stad
Den 11 december 1924 avtäcktes en staty av Ellen Key i samband med hennes 75-årsdag, skänkt till Dicksonska folkbiblioteket av Arbetarnas bildningsförbund. Statyn var utförd av bildhuggarinnan Sigrid Fridman.

## Tredje huset

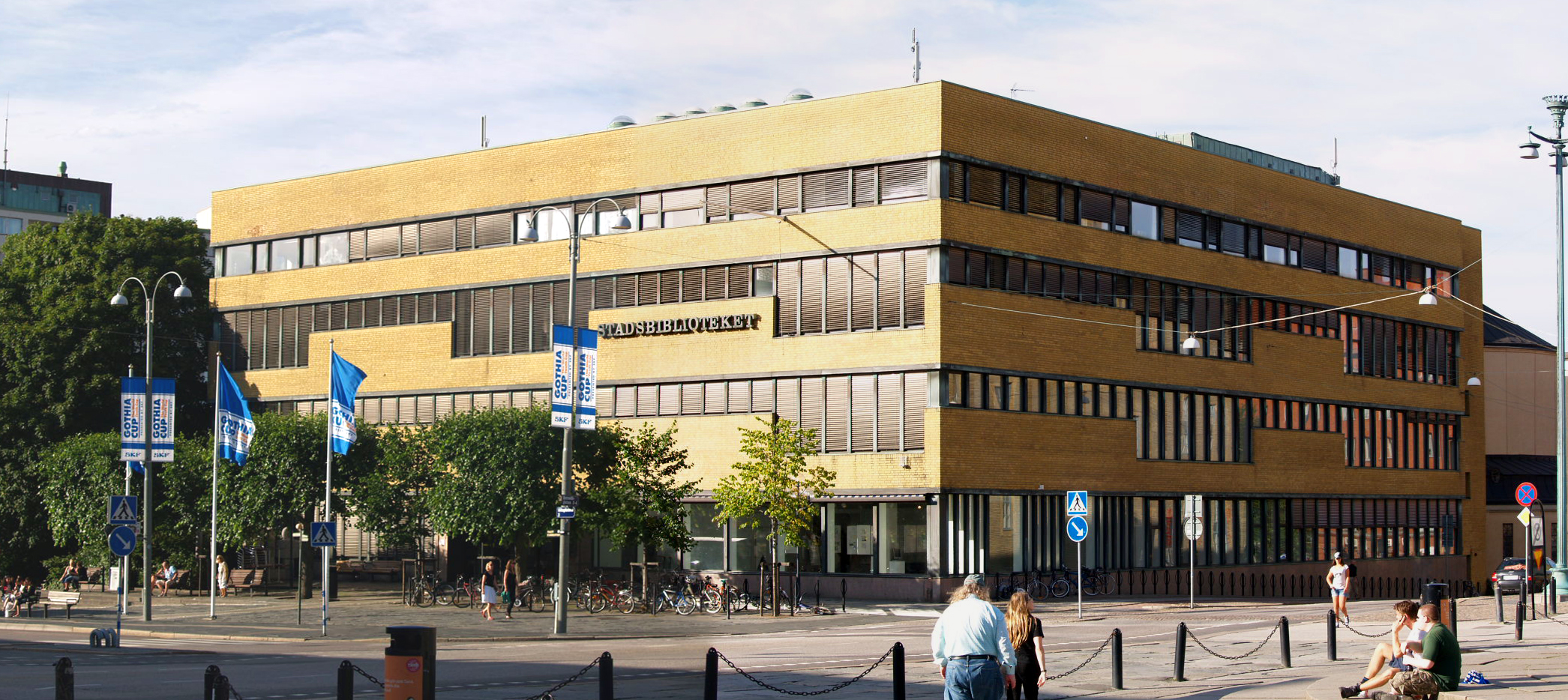
Stadsbiblioteket 2005, före ombyggnaden (vy från Götaplatsen).

År 1967 flyttade biblioteket till en ny byggnad vid Götaplatsen – norr om Kungsportsavenyens möte med Berzeliigatan. Det var en gul tegelbyggnad, som invigdes den 2 april 1967 av Astrid Lindgren och den 4 april öppnade man för de första låntagarna. Ritningarna var av Lund & Valentin arkitekter.
Det nya huset blev centrum för Göteborgs biblioteksverksamhet och fick det nya namnet Göteborgs stadsbibliotek (det bibliotek som tidigare benämnts Göteborgs stadsbibliotek hade förstatligats 1961 och i samband med detta erhållit namnet Göteborgs universitetsbibliotek). I samband med att biblioteket fick en egen närvaro på Facebook bytte man namn till Stadsbiblioteket Göteborg.

### Ombyggnad 2012–2014
27 oktober 2010 beslutade kommunstyrelsen att genomföra en om- och tillbyggnad av Stadsbiblioteket till en kostnad av 240 miljoner kronor. Ombyggnaden påbörjades våren 2012, och det nyrenoverade biblioteket återinvigdes i april 2014.Arkitekt för om- och tillbyggnaden är Erséus Arkitekter.
Under ombyggnaden var Stadsbibliotekets samlingar av böcker, filmer, CD-skivor, med mera tillgängliga på andra håll i Göteborg. Förutom bokbussarna och de 24 stadsdelsbiblioteken öppnades även ett antal tillfälliga, specialinriktade bibliotek:

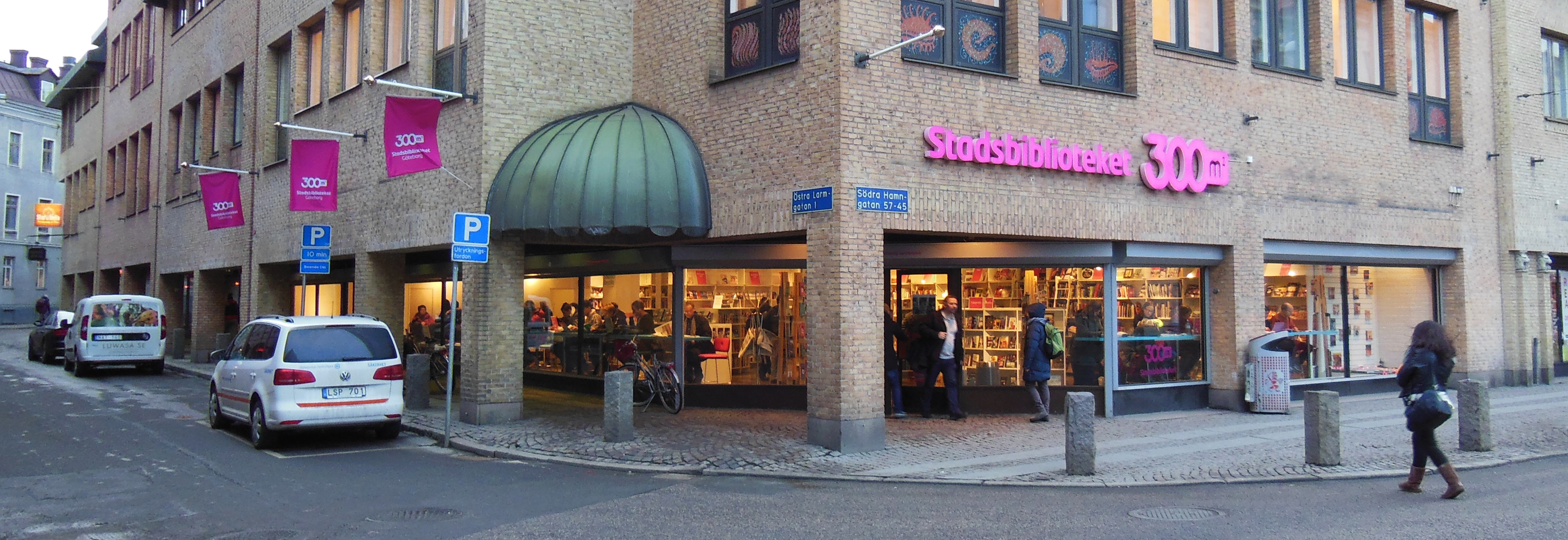
Stadsbiblioteket 300 m² på Södra Hamngatan 57 (februari 2013).

- Stadsbiblioteket 300 m² – ett nytt bibliotek vid Brunnsparken. Biblioteket hade ett begränsat urval av skönlitteratur, populärvetenskap, tidskrifter, musik och film.
- Stadsbiblioteket Miini – ett litet bibliotek inne i Röhsska museet. Målgruppen var barn i åldrarna 0–5 år, och biblioteket tillhandahöll fakta-, bilder-, pek-, och kapitelböcker, samt film, musik och datorspel.
- Stadsbiblioteket Dynamo – ett bibliotek placerat på Göteborgs Stadsmuseums fjärde våning. Målgruppen var ungdomar i åldrarna 15-25 år och biblioteket tillhandahöll skönlitteratur, tidskrifter, film, musik och tv-spel.
- Stadsbiblioteket Global – ett bibliotek placerat inne på Göteborgs Stadsmuseum. Biblioteket hade böcker och tidskrifter för alla åldrar, på 30 olika språk. På Stadsbiblioteket Global fanns också avdelningarna Europa Direkt , EU-kommissionens informationskontor i Göteborgsregionen och Riksdagshörnan med information om Sveriges riksdag.

Dessutom utlokaliserades delar av centralbibliotekets programverksamhet 2013–2014 till det nyinrättade Litteraturhuset i Göteborgs lagerhus vid Järntorget.
Planen för Stadsbiblioteket var bland annat att bygga om 10 000 m² och tillföra 3700 m² yta för att kunna ta in fler besökare och aktiviteter. Byggherre var husets ägare Higab. Den befintliga byggnaden hade en energiförbrukning på cirka 170 kWh/m² (19 W/m²). Målet för om- och tillbyggnaden var en sammantagen förbrukning på cirka cirka 78 kWh/m² (8,9 W/m²). Därmed skulle man uppfylla Boverkets miljöklassning Miljöklassad byggnad.
Tillbyggnad skedde mot Lorensbergsparken, vilket skulle ge en ökad lokalyta på 2900 m², medan en utkragande tillbyggnad mot Avenyn och Berzeliigatan ger ett tillskott på cirka 800 m². Projektet försenades på grund av att byggplanerna överklagats ett antal gånger, men det ombyggda huset återinvigdes april 2014.
En av nyheterna i det ombyggda biblioteket är en stor grönsvart vägg som sträcker sig genom hela byggnaden. Den svarta väggen, med bakomliggande speglar, täcks av texten Lorem ipsum utförd i morsealfabetet. Texten är hämtad från Ciceros bok om etik, och hela konstverket är skapat av konstnären Kent Karlsson.

### Efter återinvigningen
Även efter återinvigningen fortsatte Stadsbiblioteket 300 m² att hålla öppet, delvis på grund av man där funnit en för biblioteket ny målgrupp. De andra tillfälliga biblioteken stängdes dock. Programverksamheten på Litteraturhuset återvände efter sommaren 2014 till Götaplatsen, och sedan 1 oktober samma år har Göteborgs litteraturhus (efter namnbyte) drivits som en fristående litteraturscen av den nya föreningen med samma namn.

## Bestånd och utlåning
På 1990-talet hade Göteborgs stadsbibliotek cirka 450 000 böcker. Vid stängningen 2012 fanns det 305 000 (alternativt 350 000).
Våren 2014 fanns cirka 280 000 böcker (alternativt 227 000 eller 210 000) och andra medietyper (filmer, spel, skivor, språkkurser och ljudböcker) i det gemensamma mediebeståndet, varav cirka 37 000 var placerade ute på de olika stadsdelsbiblioteken. Genom kommunens gemenensamma mediebestånd och bibliotekssystem kan man låna en bok på ett bibliotek och lämna tillbaka den på ett annat, vilket innebär att det centrala bokbeståndet vid Götaplatsen numera är mer varierande än tidigare.
På alla de kommunala folkbiblioteken i Göteborg fanns 945 000 böcker i början av år 2014, mot cirka 1 046 000 exemplar två år tidigare. Årligen köps mellan 70 000 och 92 000 böcker in till de olika biblioteken, förutom inköpen av andra medier. Minskningen av mediebeståndet har skett genom en utgallring av slitna exemplar eller dubbletter. Den stora utrensningen av böcker, som enligt en bibliotekarierna motsvarade cirka 40 procent av beståndet, har inte skett utan kritik. Biblioteket har numera ett betydligt mindre mediebestånd än stadsbiblioteken i Stockholm (600 000 ex) och Malmö (520 000 ex).
Sedan 2010 är Göteborgs stadsbibliotek anslutet till Libris.

## Bilder

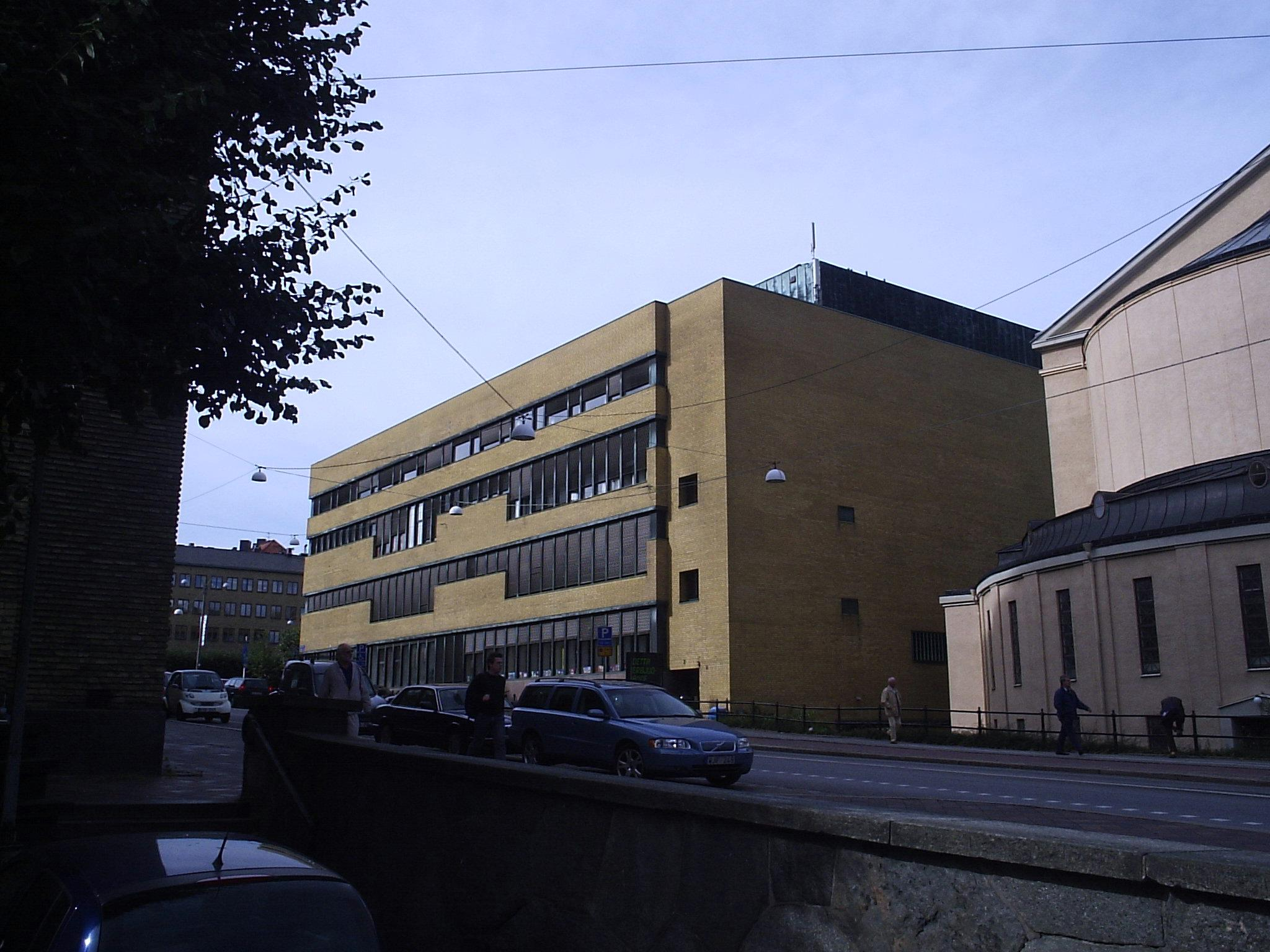
Stadsbiblioteket från Berzeliigatan (september 2005).
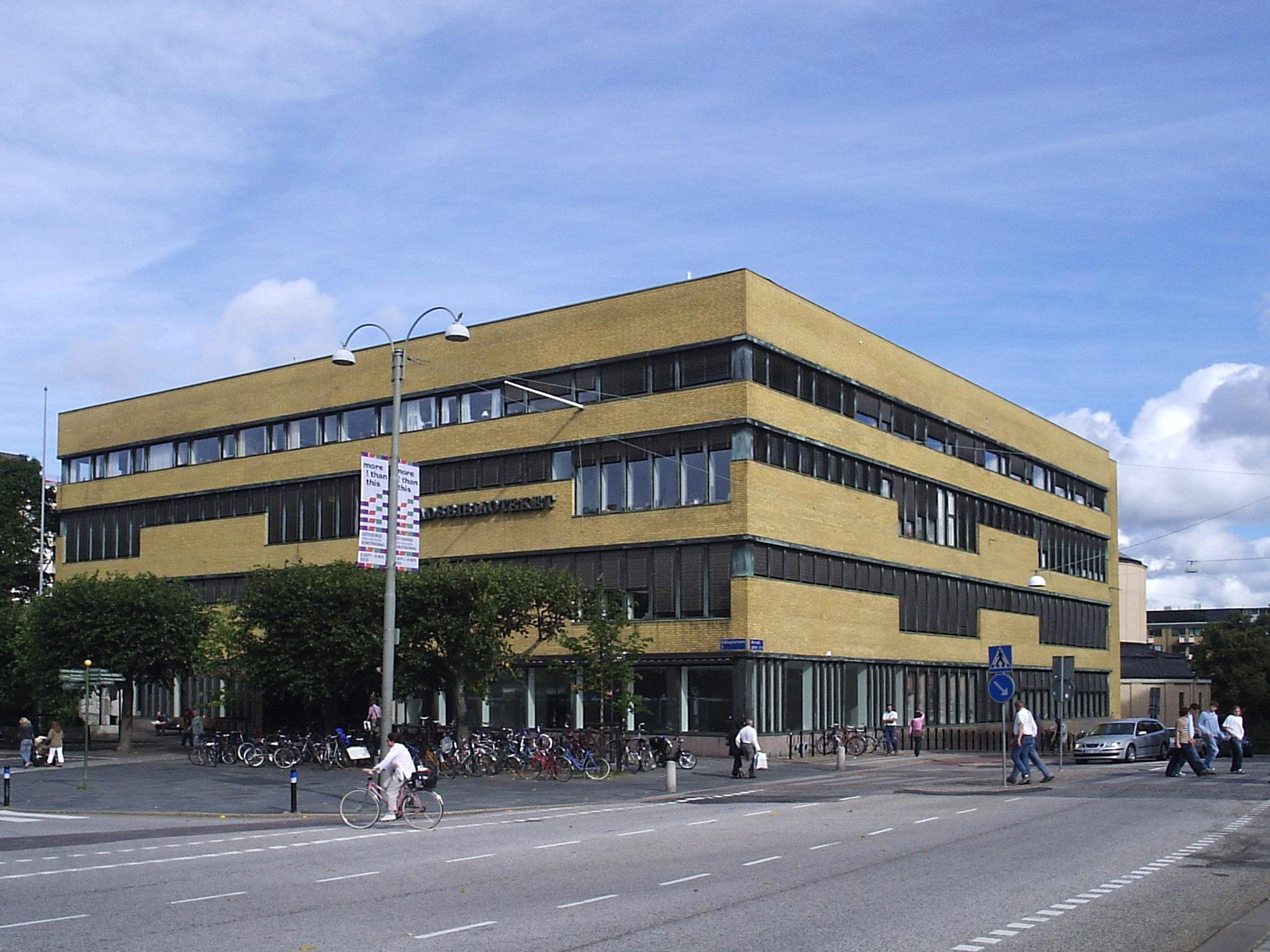
Stadsbiblioteket från Götaplatsen (september 2005).
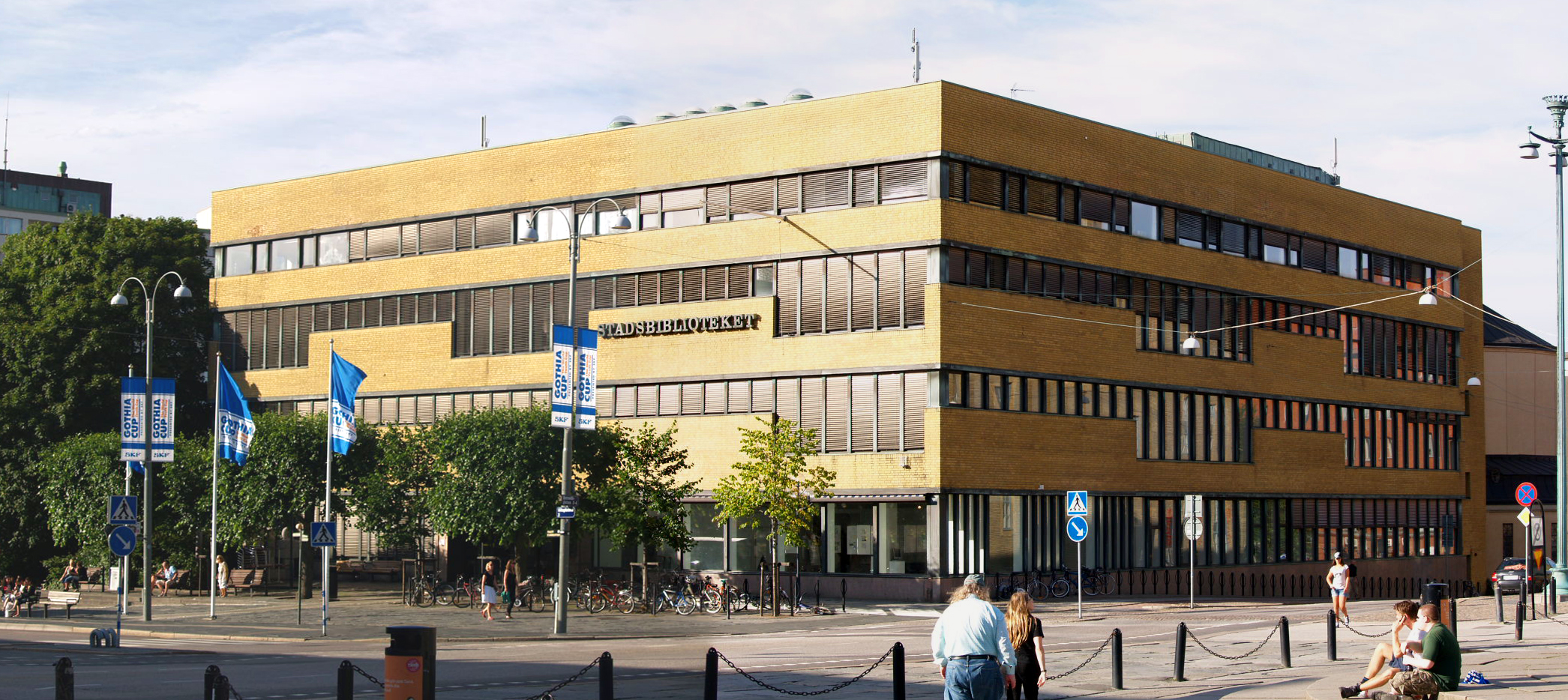
Stadsbiblioteket från Götaplatsen (juli 2010).
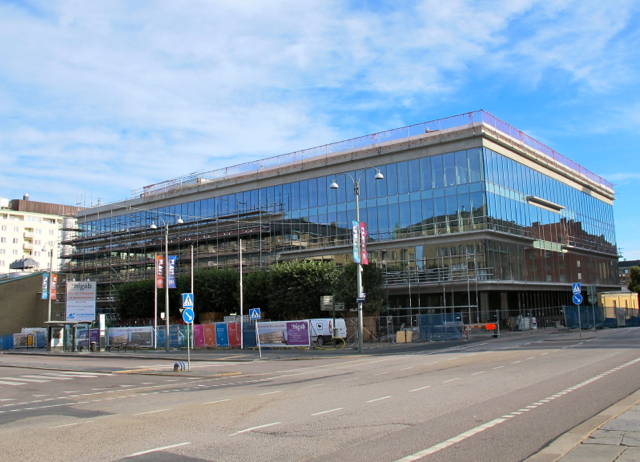
Stadsbiblioteket nästan färdigrenoverat (2013).
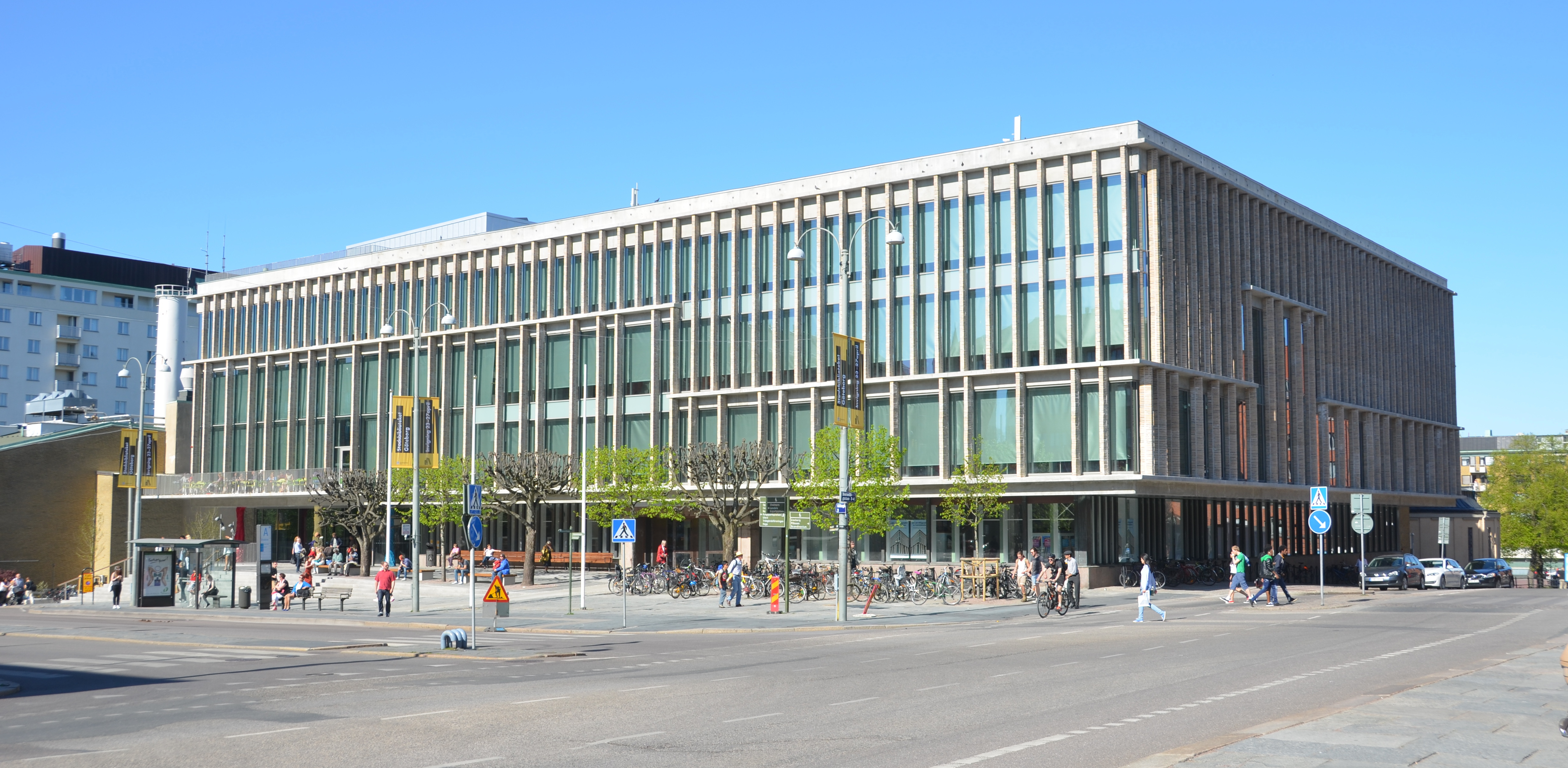
Stadsbiblioteket från Götaplatsen (april 2014).